# Santo Aleixo (Monforte)

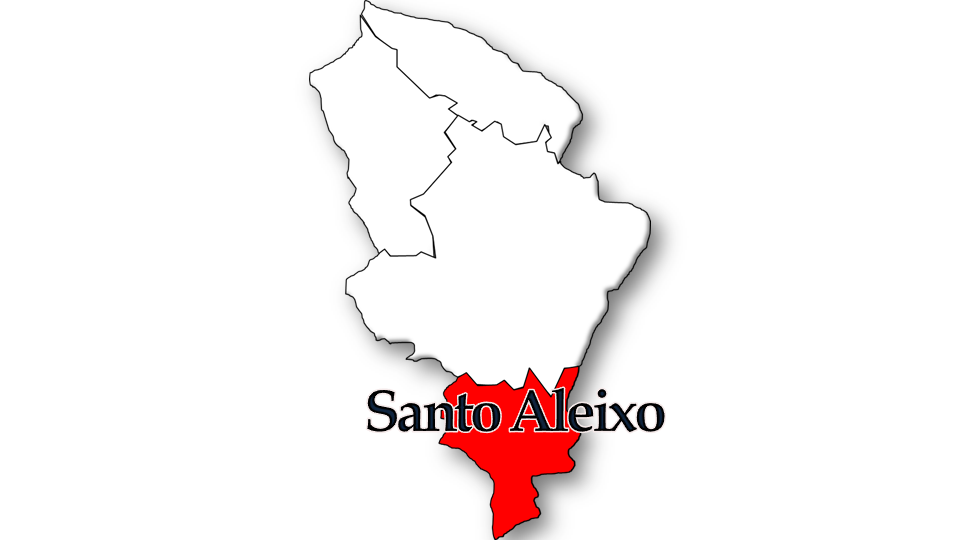
Localização no município de Monforte

Santo Aleixo é uma povoação portuguesa sede da Freguesia de Santo Aleixo do município de Monforte, freguesia com 58,48 km² de área e 497 habitantes (censo de 2021), tendo, por isso, uma densidade populacional de 8,5 hab./km².

## Demografia
Nota: No censo de 1864 pertencia ao concelho de Fronteira.
A população registada nos censos foi:
| Distribuição da População por Grupos Etários | Distribuição da População por Grupos Etários | Distribuição da População por Grupos Etários | Distribuição da População por Grupos Etários | Distribuição da População por Grupos Etários |
| -------------------------------------------- | -------------------------------------------- | -------------------------------------------- | -------------------------------------------- | -------------------------------------------- |
| Ano                                          | 0-14 Anos                                    | 15-24 Anos                                   | 25-64 Anos                                   | > 65 Anos                                    |
| 2001                                         | 96                                           | 95                                           | 368                                          | 228                                          |
| 2011                                         | 64                                           | 60                                           | 296                                          | 218                                          |
| 2021                                         | 54                                           | 33                                           | 232                                          | 178                                          |

## Património
- Anta do Montinho das Pretas
- Anta do Peral I
- Antas da Meada I e II ou Anta da Meada de Santo Aleixo

## Toponímia e História da Freguesia
Santo Aleixo é uma povoação do Município de Monforte de cuja sede dista cerca de 18 km, no Distrito de Portalegre. O seu orago é, como o próprio topónimo indica, Santo Aleixo, chamado "o Homem de Deus". Santo Aleixo era filho de um patrício romano e terá abandonado tudo e todos para peregrinar na Terra Santa; regressou anos depois, mas ninguém o reconheceu, pelo que passou a viver mendigando, junto às escadas da casa de seu pai, onde acabaria por morrer. Só depois da sua morte reconhecem a sua identidade.
O topónimo da povoação e da freguesia é o hagiotopónimo acima referido, revelador da pouca antiguidade, uma vez que Santo Aleixo não é dos cultos mais antigos, tendo-se expandido a meados do século XIV.
Já a antiguidade do povoamento local é bastante maior; algumas antas, espalhadas no termo da freguesia, atestam de forma clara o seu remoto povoamento. Junto à Herdade das Santas e Santinhas, por seu lado, existem alguns vestígios da época romana; algumas grandes pedras, restos de mós, são a evidência da afirmação produzida. No eclesiástico, Santo Aleixo foi um curato da apresentação do ordinário e senhorio da Casa de Bragança.
Em termos administrativos, a freguesia pertenceu a Monforte até 1839, ano em que passou ao concelho de Veiros, no qual se manteve até 1855. Extinto este, em 24 de outubro, Santo Aleixo passou para o de Fronteira, no qual até 1874, ano em que regressou a Monforte, para nele se manter até 1895, já que o concelho foi suprimido durante três anos. Neste período, esteve integrada nos concelhos de Fronteira (1895/1896) e Estremoz (1896/1898). Depois de 1898 regressou a Monforte (atual município) e nele se mantém até à atualidade.
Os elementos patrimoniais que merecem destaque na freguesia são: o Largo dos Bicos e a igreja paroquial, esta construída por volta do século XVIII, e que foi o núcleo primeiro da povoação, a partir do qual se desenvolveu a localidade; é um templo de uma só nave, com abóbadas e doze imagens sagradas. Ressalta nos locais de interesse turístico de Santo Aleixo a zona de caça associativa e turística.
Ainda de referir os Bonecos de Santo Aleixo, propriedade do Centro Cultural de Évora, e que são manipulados por uma "família", constituída por atores profissionais, que garantem a permanência do espectáculo, assegurando assim a contiuidade da expressão artística alentejana. Os Bonecos originais, assim como o restante espólio adquirido a Mestre Talhinhas estão expostos no Teatro Garcia Resende, enquanto esperam a criação do Museu dos Bonecos integrado na rede museológica da cidade. Conhecidos e apreciados em todo o país, com frequentes deslocações aos locais onde tradicionalmente se realiza o espectáculo, os Bonecos de Santo Aleixo participaram também em muitos certames internacionais fora do país e são anfitriões da Bienal Internacional de Marionetas de Évora - BIME que se realiza desde 1987.
Estes títeres tradicionais do Alentejo parecem ter tido a sua origem nesta freguesia, e que lhes dá o nome. Na dinastia estudada e que vem dos meados do século XIX, foram "inventados" ou "reelaborados" os seus textos por um certo Nepumucena - o velho Nepomucena - guarda de herdades, segundo parece, natural de Santo Aleixo que, vendo-se envolvido numa rixa de que resultou a morte de um homem, se refugiou em São Romão, Vila Viçosa, perto da fronteira com Espanha, dedicando-se aí, para subsistir, ao ofício de "bonecreiro".
Fazem hoje parte do conjunto de atividades de maior importância para os locais: a agricultura, a olivicultura, a pecuária, o pequeno comércio e a construção civil.

## Brasão

### Cabeça e Pescoço de Cavalo
Chefe de verde, com cabeça e pescoço de cavalo de prata, brindado de vermelho, ferido de três lanças no pescoço.
Representa o facto de Santo Aleixo ter sido um curato da apresentação do ordinário e senhorio da Casa de Bragança.

### Bonecos de Santo Aleixo
- Três bonecos de Santo Aleixo de vermelho, suspensos por torçal do mesmo e de bastão de negro.

Representam o topónimo os títeres tradicionais do Alentejo que, ao que parece, terão a sua origem nesta aldeia, Santo Aleixo, que lhes dá o nome.